# Guillermo V. Flores
Guillermo V Flores (Piddig (Ilocos del Norte), 9 de febrero de  1881; 18 de febrero de 1977) fue un  poeta, escritor y compositor filipino, autor de algunas de las mejores canciones de amor y poemas en el idioma ilocano.

## Biografía
Casado con Adelaida Duque a una edad temprana, con la cual tuvo diez hijos (Rebecca, Perfecto, Virginia, Rumelia, Néstor, Salvación, Sinesia, Aurora, Clemente, y Asunción).
Durante el régimen español estudia la Gramática Castellana, Geografía y Aritmética en la escuela privada de su padre,  Cornelio Flores, un maestro normalista  natural de Vintar.
Continúa sus estudios durante la ocupación estadounidense.

"...Don Guillermo V. Flores nació con una pluma de oro en la mano, con un espíritu que es noble, un espíritu que es artístico y un espíritu que es revolucionario, un patriarca devoto, consumado, político, artista, un poeta, escritor, educador y compositor en uno..."
Don Guillermo V Flores Foundation

Escribano Municipal de Piddig desde 1899 hasta  1903, en  1907 trabaja como profesor en la escuela del gobierno militar estadounidense establecido en las Filipinas.
Trabaja como entrevistador en el primer censo en las Filipinas. Notario  y (primer teniente de alcalde en 1913, Alcalde Municipal entre 1916 y 1920 y concejal entre 1935 y 1939.
Falleció a la edad de 96 años.

### Guerra Filipino-Americana
Durante la Guerra Filipino-Americana sirvió en la Segunda Compañía del Batallón de Ilocos del Norte, alcanzando el grado de capitán (Kapitan), formando parte de la Asociación de los Veteranos de la Revolución filipina dirigida por el general Emilio Aguinaldo.

## Escritor
Autor de  algunos clásicos inmortales ilocanos, destacando la canción, Simngay ka Piddig, que evoca un fuerte sentimiento de nostalgia entre todos Piddiguenos estén donde estén en el mundo y cada vez que se reúnen para revivir los recuerdos del pasado, para renovar viejos lazos, o simplemente sentir nostalgia. Esta canción se ha convertido en el lazo de unión que nos une a Piddiguenos, y la obra maestra que define tanto a  Piddig como a sus gentes.
También es  recordado por algunas de las mejores canciones de amor y poemas en idioma ilocano como Canito ni Ayat, Sika Gayam, Guita ni Ayat, Diak kad Basol.
Autor de algunas zarzuelas junto con Pascual Agcaoili,  otro famoso zarzuelista de Piddig.

## Fundación
La familia y amigos de Guillermo V Flores crean la fundación Don Guillermo V Flores Foundation. Tiene por objeto    preservar para la posteridad, tanto su obra como  la de otros artistas ilocanos, y promover el amor y la práctica de las artes creativas.